# 绿蛙蛭
绿蛙蛭（学名：Batracobdella paludosa）为舌蛭科蛙蛭属的动物，俗名四马丁扁蛭、碧蛭、绿蛭、四马丁拟吻蛭。分布于欧洲、阿富汗、日本、北美、台湾岛以及中国大陆的黑龙江、内蒙古、河北、北京、山东、江苏、安徽、湖北、湖南、四川等地，可营寄生生活，一般生活于池沼以及溪流的石块或烂叶上，也能寄生在蝌蚪的鳃上以及圆顶珠蚌等的外套腔内。该物种的模式产地在欧洲。